# Bohutín (Olomouc)
Bohutín é uma comuna checa localizada na região de Olomouc, distrito de Šumperk.